# ミハイ・チクセントミハイ
ミハイ・チクセントミハイ（Mihaly Csikszentmihalyi、1934年9月29日 - 2021年10月20日）は、ハンガリー出身の心理学者。
「幸福」、「創造性」、「主観的な幸福状態」、「楽しみ」の研究（いわゆるポジティブ心理学）を行った。フローの概念を提唱したことで知られる。 全米教育アカデミー、全米レジャー科学アカデミー会員。『エンサイクロペディア・ブリタニカ』の編集顧問の一人。

## 生涯
1934年にイタリア王国領のフィウメ（現クロアチアのリエカ）で生まれる。父親がハンガリーの外交官を務めていたためであるが、ハンガリーの占領を機に亡命する。10代の頃、カール・グスタフ・ユングの講演会を見て心理学を志す。
1956年、アメリカ合衆国に渡る。
1959年にシカゴ大学を卒業し、学生中に1965年に博士号を取得、作家イザベラ・セレンガと結婚し、1968年にアメリカ市民権を取得している。1970年よりシカゴ大学心理学科教授、教育学科教授となる。
1970年代よりフローが提唱され、1990年の著書『フロー体験：喜びの現象学』によってまとまったものとなった。このフローの概念は、ポジティブ心理学の主要な部分を占めるようになった。
2000年からカリフォルニア州クレアモント大学院大学教授に就任。
2021年10月20日、カリフォルニア州クレアモントで死去。87歳没。

## 著書と邦訳版
- Beyond Boredom and Anxiety : Experiencing Flow in Work and Play (1975)
  - 『楽しむということ』今村浩明訳、思索社、1991年 のち『楽しみの社会学』今村浩明訳、新思索社、2001年
- Halton, Eugeneとの共著, The Meaning of Things: Domestic Symbols and the Self (1981) 
  - ロックバーグ・ハルトンとの共著『モノの意味：大切な物の心理学』市川孝一,川浦康至訳、誠信書房、2009年
- Flow: The Psychology of Optimal Experience (1990) New York: Harper and Row. ISBN 0-06-092043-2
  - 『フロー体験：喜びの現象学』今村浩明訳、世界思想社、1996年
- Creativity: Flow and the Psychology of Discovery and Invention (1996)
  - 『クリエイティヴィティ：フロー体験と創造性の心理学』浅川希洋志監訳, 須藤祐二, 石村郁夫 訳　世界思想社、2016年
- Finding Flow: The Psychology of Engagement With Everyday Life (1997)
  - 『フロー体験入門：楽しみと創造の心理学』大森弘監訳、世界思想社、2010年
- Susan A. Jacksonとの共著, Flow in Sports : The keys to optimal experiences and performances (1999)
  - スーザン・ジャクソンとの共著『スポーツを楽しむ：フロー理論からのアプローチ』今村浩明,張本文昭,川端雅人訳、世界思想社、2005年
- Good Business: Leadership, Flow, and the Making of Meaning (2003)
  - 『フロー体験とグッドビジネス：仕事と生きがい』大森弘訳、世界思想社、2008年
- 『モノの意味 大切な物の心理学』ユージン・ロックバーグ=ハルトン共著, 市川孝一, 川浦康至訳 誠信書房 2009